# Chesney Brown
Chesney Battersby-Brown es un personaje ficticio de la serie de televisión australiana Home and Away, interpretado por el actor Sam Aston desde el 14 de noviembre de 2003, hasta ahora.